# دوري كرة القدم السلوفيني الدرجة الثانية 1993–94
دوري كرة القدم السلوفيني الدرجة الثانية 1993–94 (بالإيطالية: Druga slovenska nogometna liga 1993-1994)‏ هو الموسم 3 من دوري كرة القدم السلوفيني الدرجة الثانية ‏. أشرف على تنظيمه اتحاد سلوفينيا لكرة القدم، وكان عدد الأندية المشاركة فيه 16، وفاز فيه NK Kočevje ‏.